# Cesare Rizzi
Cesare Rizzi (Erba, 31 marzo 1940 – Erba, 27 luglio 2019) è stato un politico italiano, deputato per la Lega Nord.

## Biografia
È stato eletto deputato alle elezioni del 1996, vincendo il collegio di Erba di misura su Alberto Cova, candidato del Polo per le Libertà.
Alle elezioni politiche del 2001 si è ripresentato nel collegio di Erba, questa volta come candidato di tutta la Casa delle Libertà, ed è stato rieletto sconfiggendo il candidato dell'Ulivo Kossi Komla-Ebri., fino al 2006.